# Kanton Pont-de-Veyle
Der Kanton Pont-de-Veyle war bis 2015 ein französischer Wahlkreis im Département Ain in der Region Rhône-Alpes. Er umfasste zwölf Gemeinden im Arrondissement Bourg-en-Bresse, sein Hauptort (frz.: chef-lieu) war Pont-de-Veyle.

## Gemeinden
| Gemeinde                | Einwohner Jahr | Fläche km² | Bevölkerungsdichte | Code INSEE | Postleitzahl |
| ----------------------- | -------------- | ---------- | ------------------ | ---------- | ------------ |
| Bey                     | 260 (2013)     | 2,8        | 93 Einw./km²       | 01042      | 01290        |
| Cormoranche-sur-Saône   | 1.070 (2013)   | 9,9        | 108 Einw./km²      | 01123      | 01290        |
| Crottet                 | 1.717 (2013)   | 12,1       | 142 Einw./km²      | 01134      | 01750        |
| Cruzilles-lès-Mépillat  | 831 (2013)     | 11,8       | 70 Einw./km²       | 01136      | 01290        |
| Grièges                 | 1.925 (2013)   | 14,9       | 129 Einw./km²      | 01179      | 01290        |
| Laiz                    | 1.187 (2013)   | 10,3       | 115 Einw./km²      | 01203      | 01290        |
| Perrex                  | 789 (2013)     | 11,1       | 71 Einw./km²       | 01291      | 01540        |
| Pont-de-Veyle           | 1.611 (2013)   | 1,9        | 848 Einw./km²      | 01306      | 01290        |
| Saint-André-d’Huiriat   | 547 (2013)     | 9,5        | 58 Einw./km²       | 01334      | 01290        |
| Saint-Cyr-sur-Menthon   | 1.719 (2013)   | 9,0        | 191 Einw./km²      | 01343      | 01380        |
| Saint-Genis-sur-Menthon | 466 (2013)     | 11,6       | 40 Einw./km²       | 01355      | 01380        |
| Saint-Jean-sur-Veyle    | 1.076 (2013)   | 11,2       | 96 Einw./km²       | 01365      | 01290        |

## Einwohner
| Bevölkerungsentwicklung | Bevölkerungsentwicklung |
| Jahr                    | Einwohner               |
| ----------------------- | ----------------------- |
| 1962                    | 6896                    |
| 1968                    | 7335                    |
| 1975                    | 7766                    |
| 1982                    | 8808                    |
| 1990                    | 10.276                  |
| 1999                    | 11.079                  |
| 2006                    | 12.194                  |
| 2011                    | 13.059                  |

## Politik
| Vertreter im conseil général des Départements | Vertreter im conseil général des Départements | Vertreter im conseil général des Départements |
| Amtszeit                                      | Name                                          | Partei                                        |
| --------------------------------------------- | --------------------------------------------- | --------------------------------------------- |
| 2004–2011                                     | Jean-François Pelletier                       | UMP                                           |
| 2011–2015                                     | Christophe Greffet                            | PS                                            |